# Raffaello Orsero
Raffaello Francesco Orsero (Savona, 27 marzo 1937 – Pietra Ligure, 1º settembre 2006) è stato un imprenditore, dirigente d'azienda e armatore italiano.

## Biografia
Nasce il 22 marzo 1937 da Antonio, grossista e fruttivendolo di Magliolo e da Teresa Bottaro, detta Anna, maestra elementare a Isallo. Diplomatosi in Ragioneria, rinuncia in seguito agli studi in Economia e commercio per dedicarsi a tempo pieno alla ditta di famiglia.
Nel 1961, assieme ai fratelli Luciano e Gianni, inizia la sua avventura imprenditoriale nel mondo del commercio dei prodotti ortofrutticoli fondando la Fratelli Orsero, che nel 1970 diventa Fruttital Distribuzione. Nel frattempo si sposa con Maria Grazia Cassanini, dalla quale ha tre figli: Antonio, Raffaella e Anna Chiara. 
Nel 1976 si accorda col colosso agroalimentare Del Monte, ottenendo la commercializzazione esclusiva di banane e ananas per il bacino Mediterraneo attraverso la Simba (Società italiana importazione banane) SpA importando inoltre pere dall’Argentina, pompelmi da Israele, ananas dalla Costa d'Avorio, uva dal Sudafrica, kiwi dalla Nuova Zelanda. Nel 1981 costituisce la Reefer Terminal SpA, società che costruisce nel porto di Vado Ligure un terminale per la movimentazione di prodotti ortofrutticoli freschi dalle navi frigorifere bananiere e il loro stoccaggio e poi ampliato una prima volta nel 1990 e una seconda nel 1999. Nel 1985 attraverso Fruttital acquisisce AZ France e le sue filiali.
Orsero s’imbarca quindi nel mondo armatoriale e nel 1989 da vita ad A.P. Armatori Partenopei e Cosiarma per costruire navi frigorifere. Nel 1990 tutta la sessantina di società di produzione, distribuzione, logistica e armatoriali vengono raggruppate nella capofila, la GF Invest SpA (poi GF Group SpA), della quale diviene presidente e amministratore delegato; gruppo societario quest’ultimo che vede i membri della famiglia Orsero detenere la maggioranza delle quote azionarie e le famiglie Tacchini e Ottonello, anch’esse pietresi, l’azionariato di minoranza. 
Si susseguono le cariche, dal 1992 al 2000 è consigliere d'amministrazione del Banco di Chiavari e della Riviera Ligure ed entra pure nel  Consiglio di amministrazione della Cassa di Risparmio di Savona; nel mentre il gruppo continua a espandersi: negli anni ‘90 arriva in Portogallo con Eurofrutas, nel 1996 sbarca in Grecia con Bella Frutta e nel 2002 in Spagna, dove acquisisce il 50% di Hermanos Fernández López, acquisendo inoltre, nel 1998, la Costa Container Lines della quale diventa presidente. Poco dopo, nel 2001, il Presidente della Repubblica Carlo Azeglio Ciampi lo nominò cavaliere del lavoro e nel 2004 l’Università degli Studi di Genova gli conferì la laurea honoris causa in Economia aziendale.
È l’apice del successo: il suo gruppo nel 2004 dà lavoro a 1.910 dipendenti arrivando a fatturare 1.783 milioni di euro ma Orsero non si ferma, ultimo ramo imprenditoriale cui si dedica è quello dell'edilizia, creando la società Blau Meer, specializzata nelle grandi opere e con sede ad Albenga con la quale partecipa alla realizzazione del progetto firmato dall’architetto spagnolo Ricardo Bofill, incaricato della riqualificazione della Vecchia Darsena del porto savonese e di ridisegnarne il fronte mare, andando inoltre a investire anche in Cina in un impianto per la conservazione di mele Fuji nella provincia dello Hebei, a nord di Pechino. Opere di cui non vedrà il completamento.
Raffaello Orsero muore infatti a Pietra Ligure, il 1º settembre 2006 a causa di neoplasia allo stomaco e le esequie, officiate il 3 settembre dal parroco della Basilica di San Nicolò con la presenza di un picchetto d'onore della Marina Militare, vedono la partecipazione di oltre 2.000 persone e dei principali esponenti della vita politica savonese, ma non solo, tra essi l’ex ministro all’epoca presidente del COPASIR Claudio Scajola, il deputato pietrese Enrico Nan, il presidente della provincia di Genova Alessandro Repetto, il presidente della provincia di Savona Marco Bertolotto, il presidente dell’autorità portuale savonese ing. Cristoforo Canavese, i sindaci di Pietra Ligure, Luigi De Vincenzi, di Albenga, Antonello Tabbò e quello di Savona, Federico Berruti, nonché di una folta rappresentanza di autorità militari e delle forze dell'ordine.